# Rainer von Österreich (1783–1853)

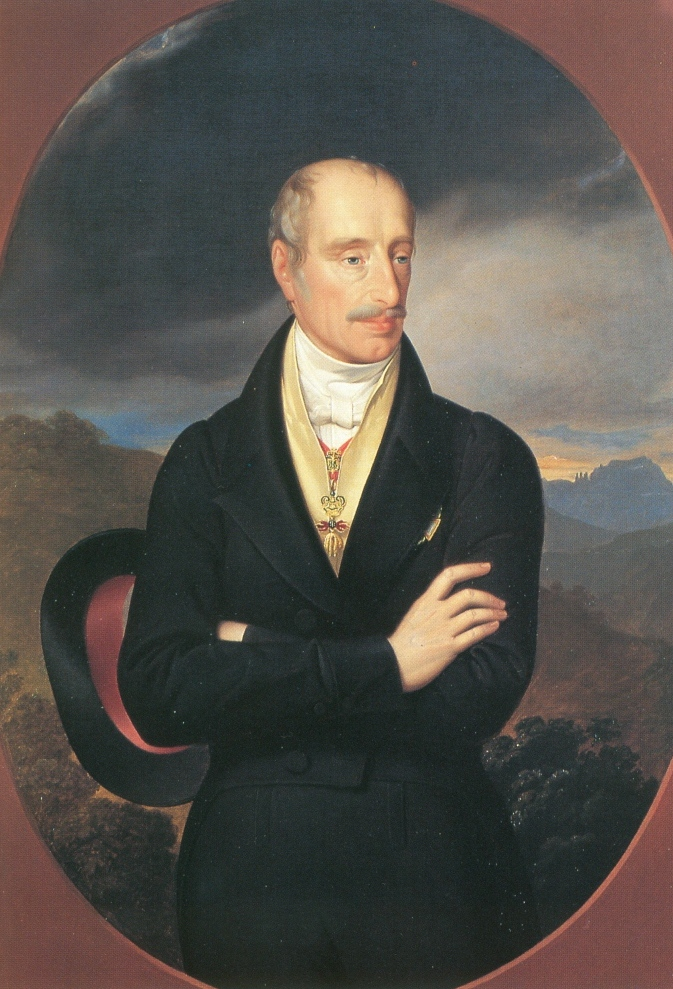
Erzherzog Rainer – unbekannter Künstler um 1840

Rainer Joseph Johann Michael Franz Hieronymus von Österreich (* 30. September 1783 in Pisa; † 16. Januar 1853 in Bozen) aus dem Haus Habsburg-Lothringen war ein Erzherzog von Österreich und Vizekönig von Lombardo-Venetien.

## Leben

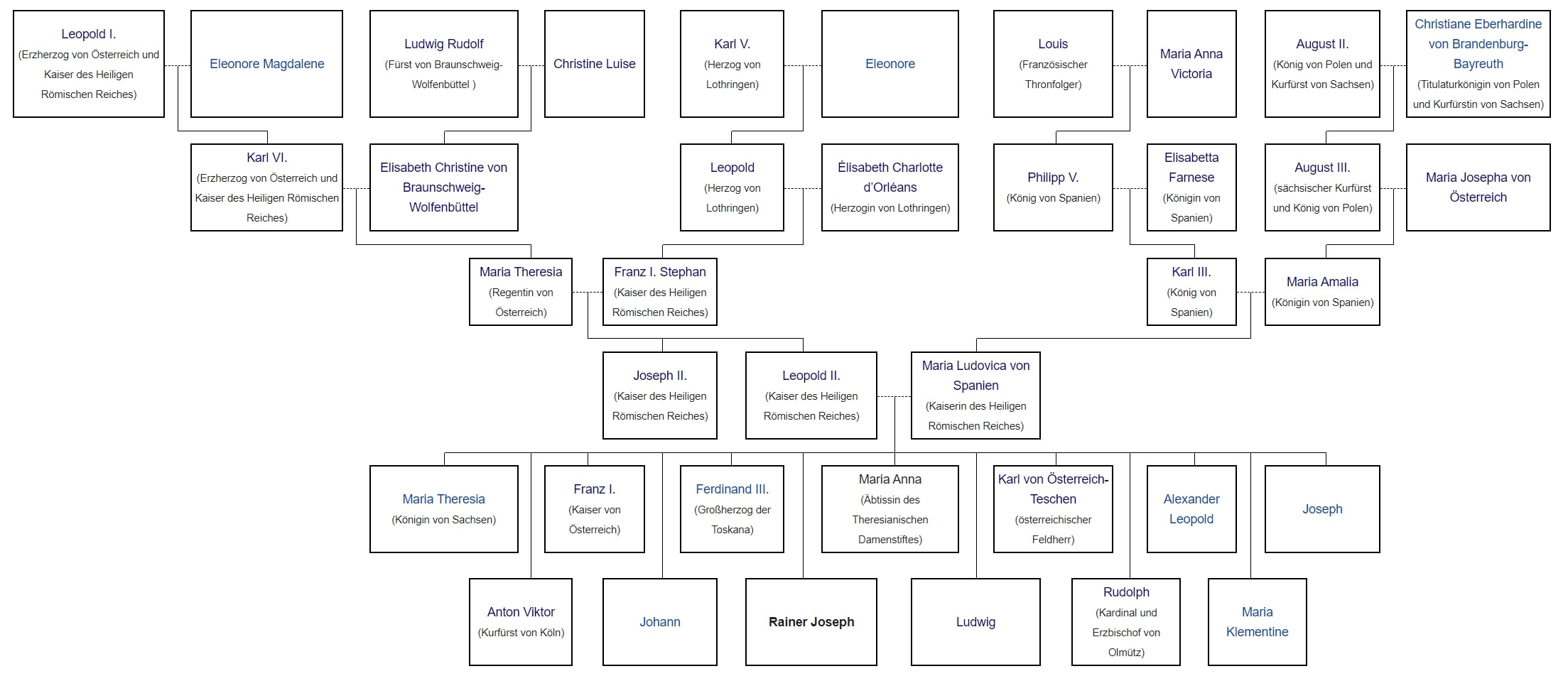
Stammbaum von Rainer Joseph

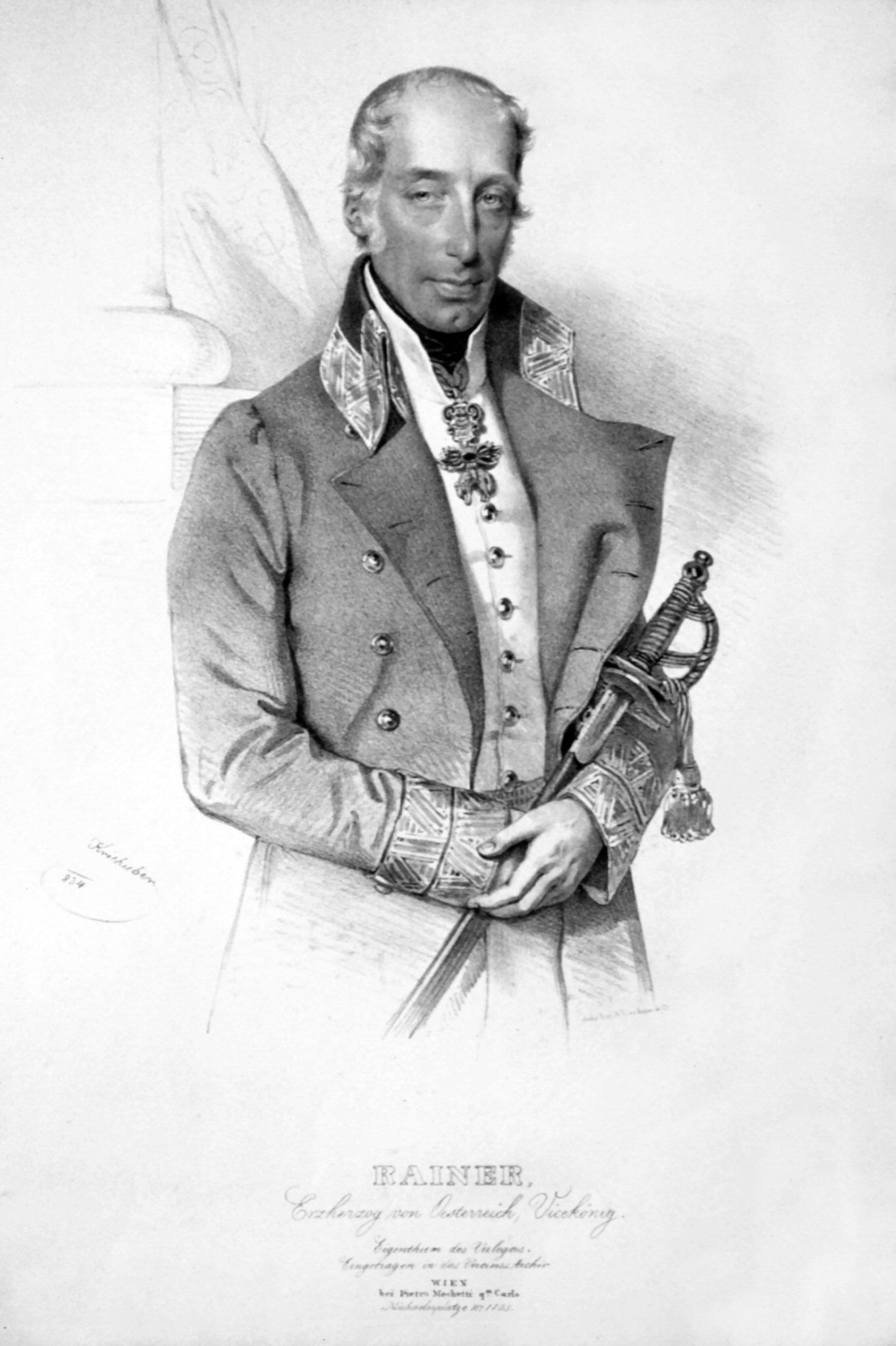
Rainer Joseph Johann von Österreich, Lithographie von Josef Kriehuber, 1834

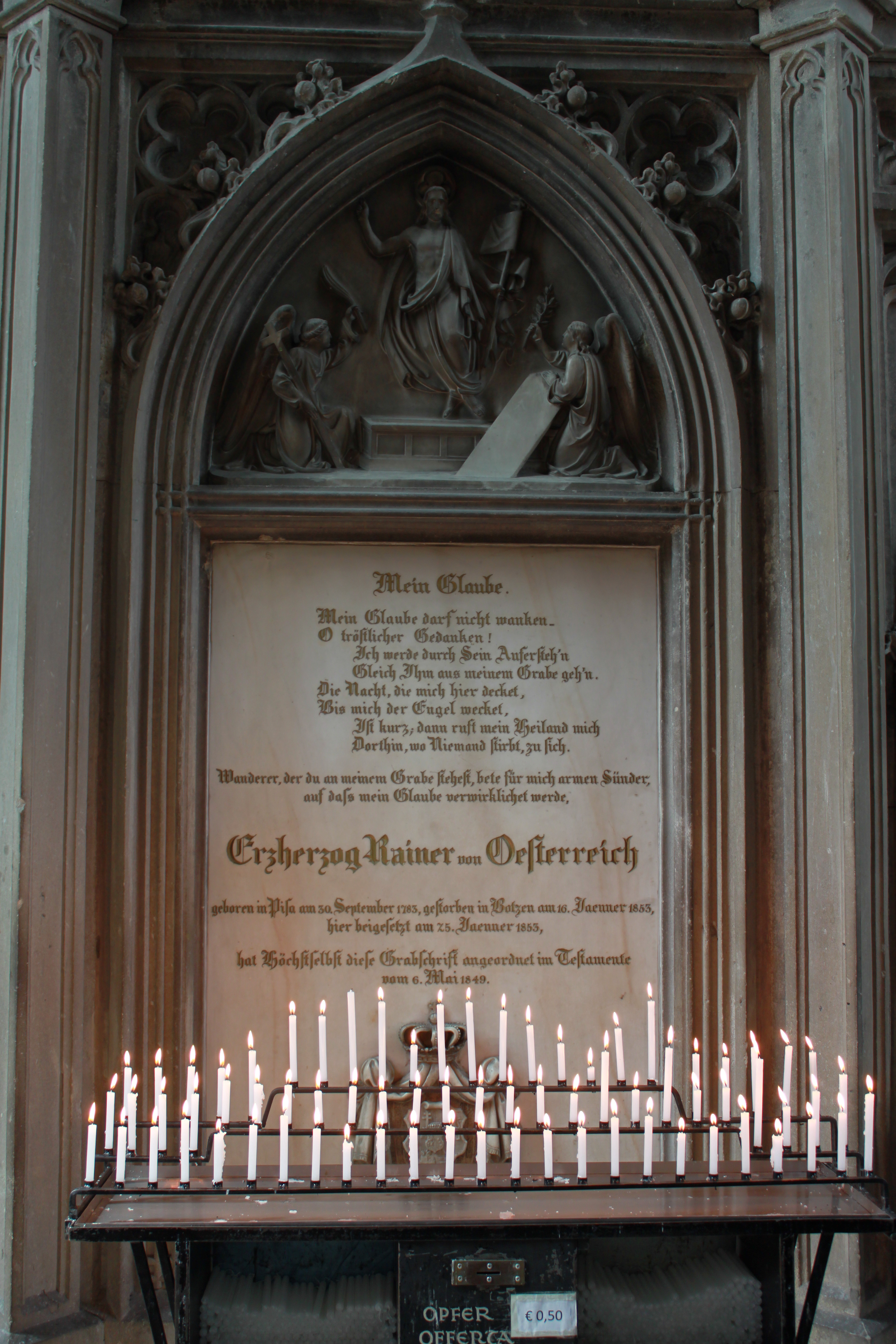
Grabstätte von Erzherzog Rainer in der Stadtpfarrkirche von Bozen (Sebastian Altmann 1854)

Rainer war der zehnte Sohn von insgesamt 16 Kindern des römisch-deutschen Kaisers Leopold II. (1747–1792) und seiner Frau Infantin Maria Ludovica (1745–1792), fünfte Tochter von König Karl III. von Spanien und Prinzessin Maria Amalia von Sachsen. Nach dem frühen Tod seiner Eltern übernahm sein ältester Bruder Kaiser Franz II. die Aufsicht über seine Erziehung, wobei besonderes Augenmerk auf Militär- und Staatswissenschaften gelegt wurde. Im kaiserlichen Militärdienst erreichte er den Rang eines Feldzeugmeisters.
Im Jahr 1818 wurde Rainer als Nachfolger seines Bruders Erzherzog Anton Viktor von seinem kaiserlichen Bruder zum Vizekönig Lombardo-Venetiens berufen, ein Amt, das er bis zur Revolution 1848 innehatte. Die eigentliche Regierungsgewalt blieb beim österreichisch-metternichschen Regierungssystem und Rainers Aufgaben beschränkten sich vielfach auf repräsentative Tätigkeiten. Sein informeller Einfluss verhinderte allerdings, dass die überhöhten Steuern, die die Landbevölkerung in Armut und Auswanderung trieben, trotz der Zusage seines Bruders aus dem Jahr 1818 und – nach Hungerkatastrophen – neuerlichen Diskussionen im Jahr 1833, erst nach seiner Amtszeit durch Daniele Manin abgeschafft wurden. Rainer war der Überzeugung, es sei Aufgabe der Regierung, die moralischen Mängel der Venezianer zu korrigieren.
Zu Beginn seiner Regierung fand er ein wirtschaftlich darniederliegendes Land vor, das sich durch Belebung des Handels – Venedig erhielt den Status eines Freihafens – und Ausbau der Infrastruktur besserte. Rainer legte den Grundstein zur Eisenbahnlinie Venedig-Mailand und unterhielt als passionierter Botaniker in seiner Sommerresidenz Monza einen botanischen Garten.
Nach 1848 kehrte er nicht mehr nach Lombardo-Venetien zurück und legte alle politischen Ämter nieder. Er lebte von da an, sich weiterhin der Natur- und Pflanzenkunde widmend, als Privatmann in Bozen, wo er auch starb und in einer eigens errichteten Gruft in der Stadtpfarrkirche beigesetzt wurde.

## Titel und Ehren
- Kaiserlicher Prinz und Erzherzog von Österreich
- Königlicher Prinz von Ungarn und Böhmen
- Prinz von Toskana
- 1805 Orden vom Goldenen Vlies
- 8. September 1847 Schwarzer Adlerorden
- Nach ihm ist eine Art der Glockenblumen benannt, die Insubrische Glockenblume (Campanula raineri Perp.).

## Ehe und Nachkommen

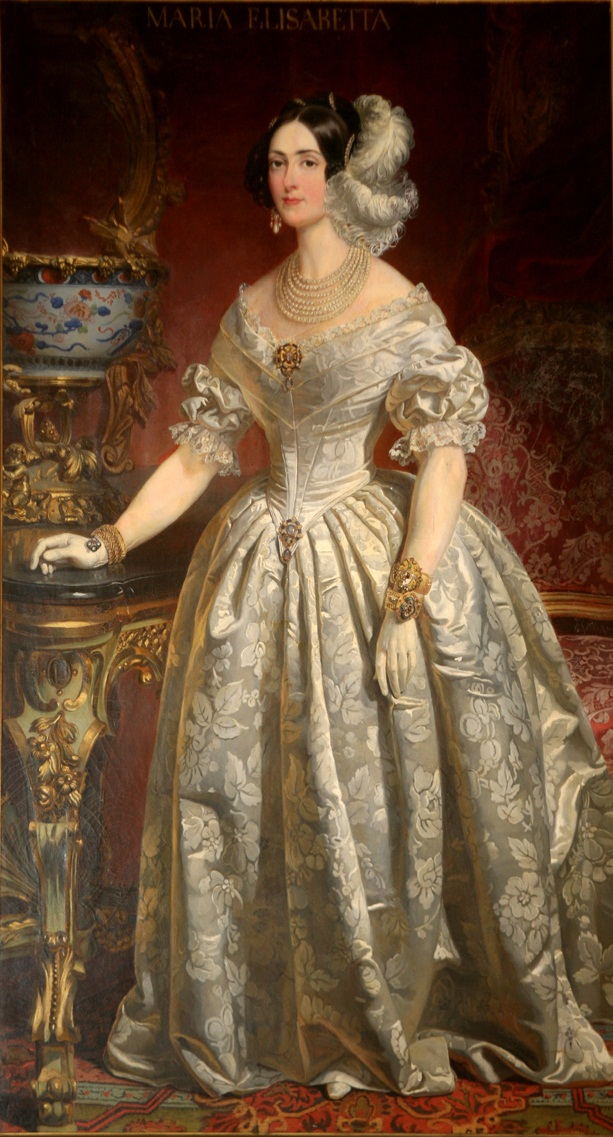
Maria Elisabeth von Savoyen-Carignan

Am 28. Mai 1820 heiratete Erzherzog Rainer in Prag Maria Elisabeth (1800–1856), Tochter des Prinzen Karl Emanuel von Savoyen-Carignan und der Maria Christina von Sachsen (1770–1851). Aus der Ehe gingen acht Kinder hervor:
- Maria (1821–1844), Sternkreuzordensdame
- Adelheid (1822–1855)

⚭ 1852 König Viktor Emanuel II. von Sardinien-Piemont (1820–1878)
- Leopold (1823–1898), Feldmarschallleutnant[4]
- Ernst (1824–1899), Feldmarschalleutnant[5]

⚭ 1858 (morganatisch) Laura Skublics de Velike et Bessenyö (1826–1865)
- Sigismund (1826–1891), Feldmarschalleutnant
- Rainer (1827–1913)[5]

⚭ 1852 Erzherzogin Marie Karoline von Österreich-Teschen (1825–1915)
- Heinrich (1828–1891), Feldmarschalleutnant[5]

⚭ 1868 (morganatisch) Leopoldine Hofmann, “Freifrau von Waideck” (1842–1891)
- Maximilian (1830–1839)

## Vorfahren
| Ahnentafel von Rainer von Österreich | Ahnentafel von Rainer von Österreich                                                              | Ahnentafel von Rainer von Österreich                                                              | Ahnentafel von Rainer von Österreich                                                             | Ahnentafel von Rainer von Österreich                                                                            | Ahnentafel von Rainer von Österreich                                         | Ahnentafel von Rainer von Österreich                                             | Ahnentafel von Rainer von Österreich                                                            | Ahnentafel von Rainer von Österreich                                                        |
| ------------------------------------ | ------------------------------------------------------------------------------------------------- | ------------------------------------------------------------------------------------------------- | ------------------------------------------------------------------------------------------------ | --- | ---------------------------------------------------------------------------- | -------------------------------------------------------------------------------- | ----------------------------------------------------------------------------------------------- | ------------------------------------------------------------------------------------------- |
| Ururgroßeltern                       | Herzog Karl V. Leopold (1643–1690) ⚭ 1678 Eleonore von Österreich (1653–1697)                     | Philipp I. von Bourbon (1640–1701) ⚭ 1671 Liselotte von der Pfalz (1652–1722)                     | Kaiser Leopold I. (1640–1705) ⚭ 1676 Eleonore Magdalene von Pfalz-Neuburg (1655–1720)            | Herzog Ludwig Rudolf von Braunschweig-Wolfenbüttel (1671–1735) ⚭ 1690 Christine Luise von Oettingen (1671–1747) | Ludwig von Frankreich (1661–1711) ⚭ 1680 Maria Anna von Bayern (1660–1690)   | Odoardo II. Farnese (1666–1693) ⚭ 1690 Dorothea Sophie von der Pfalz (1670–1748) | König August II. (1670–1733) ⚭ 1693 Christiane Eberhardine von Brandenburg-Bayreuth (1671–1727) | Kaiser Joseph I. (1678–1711) ⚭ 1699 Wilhelmine Amalie von Braunschweig-Lüneburg (1673–1742) |
| Urgroßeltern                         | Herzog Leopold Joseph von Lothringen (1679–1729) ⚭ 1698 Élisabeth Charlotte d’Orléans (1676–1744) | Herzog Leopold Joseph von Lothringen (1679–1729) ⚭ 1698 Élisabeth Charlotte d’Orléans (1676–1744) | Kaiser Karl VI. (1685–1740) ⚭ 1708 Elisabeth Christine von Braunschweig-Wolfenbüttel (1691–1750) | Kaiser Karl VI. (1685–1740) ⚭ 1708 Elisabeth Christine von Braunschweig-Wolfenbüttel (1691–1750)                | König Philipp V. (1683–1746) ⚭ 1714 Elisabetta Farnese (1692–1766)           | König Philipp V. (1683–1746) ⚭ 1714 Elisabetta Farnese (1692–1766)               | König August III. (1696–1763) ⚭ 1719 Maria Josepha von Österreich (1699–1757)                   | König August III. (1696–1763) ⚭ 1719 Maria Josepha von Österreich (1699–1757)               |
| Großeltern                           | Kaiser Franz I. Stephan (1708–1765) ⚭ 1736 Maria Theresia (1717–1780)                             | Kaiser Franz I. Stephan (1708–1765) ⚭ 1736 Maria Theresia (1717–1780)                             | Kaiser Franz I. Stephan (1708–1765) ⚭ 1736 Maria Theresia (1717–1780)                            | Kaiser Franz I. Stephan (1708–1765) ⚭ 1736 Maria Theresia (1717–1780)                                           | König Karl III. (1716–1788) ⚭ 1738 Maria Amalia von Sachsen (1724–1760)      | König Karl III. (1716–1788) ⚭ 1738 Maria Amalia von Sachsen (1724–1760)          | König Karl III. (1716–1788) ⚭ 1738 Maria Amalia von Sachsen (1724–1760)                         | König Karl III. (1716–1788) ⚭ 1738 Maria Amalia von Sachsen (1724–1760)                     |
| Eltern                               | Kaiser Leopold II. (1747–1792) ⚭ 1765 Maria Ludovica von Spanien (1745–1792)                      | Kaiser Leopold II. (1747–1792) ⚭ 1765 Maria Ludovica von Spanien (1745–1792)                      | Kaiser Leopold II. (1747–1792) ⚭ 1765 Maria Ludovica von Spanien (1745–1792)                     | Kaiser Leopold II. (1747–1792) ⚭ 1765 Maria Ludovica von Spanien (1745–1792)                                    | Kaiser Leopold II. (1747–1792) ⚭ 1765 Maria Ludovica von Spanien (1745–1792) | Kaiser Leopold II. (1747–1792) ⚭ 1765 Maria Ludovica von Spanien (1745–1792)     | Kaiser Leopold II. (1747–1792) ⚭ 1765 Maria Ludovica von Spanien (1745–1792)                    | Kaiser Leopold II. (1747–1792) ⚭ 1765 Maria Ludovica von Spanien (1745–1792)                |
| Rainer von Österreich                |                                                                                                   |                                                                                                   |                                                                                                  | |                                                                              |                                                                                  |                                                                                                 |                                                                                             |